# Johann Georg Bergmüller
Johann Georg Bergmüller, né le 15 avril 1688 à Türkheim et mort le 30 mars 1762 à Augsbourg, est un peintre rococo allemand qui estr avant tout fresquiste. Il peint cependant également sur toile.

## Biographie

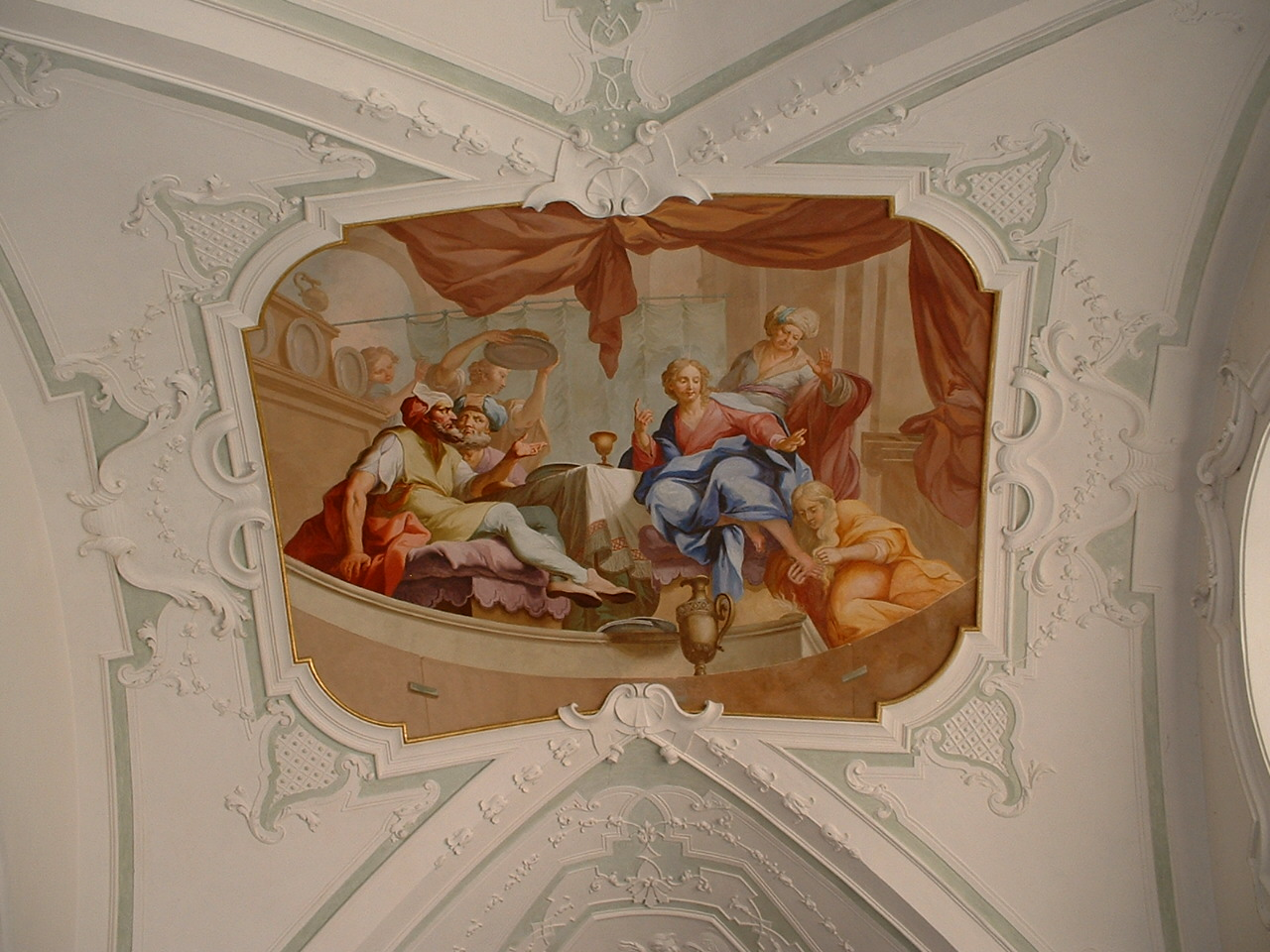
Marie-Madeleine et Jésus, abbaye d'Ochsenhausen

Bermüller fait son apprentissage chez son père sculpteur sur bois à Türkheim. Il entre ensuite à l'atelier de Johann Andreas Wolff, peintre munichois, pour parfaire sa formation de 1702 à 1708, à la manière italienne. Il fait un voyage d'études dans les pays flamands en 1711. Il est accepté comme maître en 1713 et obtient ses privilèges de bourgeois d'Augsbourg, où il entre à l'académie. Il épouse la même année Barbara Kreutzerin. Dix enfants sont issus de ce mariage, dont le fresquiste et théoricien d'art, Johann Baptist Konrad Bergmüller.
Augsbourg, à l'instar de Vienne, se met à l'heure du rococo. Bergmüller peint ses premières fresques d'importance en 1709, à l'église de hôpital de Düsseldorf. Il franchit une nouvelle étape dans la maîtrise de son œuvre grâce aux fresques de l'église abbatiale d'Ochsenhausen (1727-1729). Cependant la plénitude est atteinte avec l'abbaye de Dießen am Ammersee.
Son style possède un caractère académique et classique, souligné par des tonalités froides et claires, telles que l'on peut les admirer à l'église des jésuites de Dillingen.
Il travaille également à des œuvres d'autels, comme à l'église Sainte-Ursule de Landsberg am Lech en 1748.
Bergmüller s'occupe aussi de travaux théoriques ou pédagogiques. Il publie ainsi en 1723 à Augsbourg une Anthropometria, sur la théorie des proportions, et en 1753 un ouvrage sur Les coïncidences géométriques de la construction de colonnes du carré de style dorique avec vingt-deux de ses gravures.
Il a notamment comme élève pour la gravure, le fresquiste Gottfried Bernhard Götz.